# Martin Aust
Martin Aust (* 1971 in Hannover) ist ein deutscher Historiker und Hochschullehrer.

## Biografie
Nach dem Abitur absolvierte er von 1993 bis 1998 ein Studium der Neuen Geschichte, Ost- und Südosteuropäischen Geschichte sowie der Politikwissenschaft an der Gottfried Wilhelm Leibniz Universität Hannover sowie der Freien Universität Berlin. Im Anschluss erhielt er 1999 als Doktorand ein Stipendium der Studienstiftung des deutschen Volkes und war daneben auch Lehrbeauftragter am Osteuropa-Institut der FU Berlin. Im Jahr 2002 schloss er seine Promotion am Friedrich-Meinecke-Institut bei Klaus Zernack mit einer Dissertation zum Thema Adlige Landstreitigkeiten in Russland. Eine Studie zum Wandel der Nachbarschaftsverhältnisse 1676–1796 ab.
Anschließend war er Wissenschaftlicher Mitarbeiter am Zentrum für Vergleichende Geschichte Europas in Berlin, ehe er im Oktober 2002 Wissenschaftlicher Assistent am Historischen Seminar an der Christian-Albrechts-Universität zu Kiel wurde. Dort erfolgte im Mai 2008 seine Habilitation.
Zum Wintersemester 2010/11 wurde er zum Professor an den Lehrstuhl für Geschichte Osteuropas mit dem Schwerpunkt der Geschichte Ostmitteleuropas der Ludwig-Maximilians-Universität München berufen und übernahm damit die Vertretung für die Nachfolge von Thomas Bohn, der einen Ruf als Professor für osteuropäische Geschichte an der Justus-Liebig-Universität Gießen annahm. Bereits im Wintersemester 2009/10 hatte er dort die Vertretung einer Professur für Osteuropäische Geschichte inne ebenso wie 2010/11 an der Universität Regensburg. Zum Wintersemester 2015/16 hat Aust, in Nachfolge von Dittmar Dahlmann, die Professur für die Geschichte und Kultur Osteuropas an der Rheinischen Friedrich-Wilhelms-Universität Bonn angetreten.
Zu seinen Forschungsschwerpunkten gehören die Themengebiete Geschichte Polens, der Ukraine und Russlands in der Neuzeit, historischer Vergleich, Gedächtnisgeschichte, Geschichte der Historiographie, Imperialgeschichte sowie Globalgeschichte.
Aust ist Vorsitzender des Verbandes der Osteuropahistorikerinnen und -historiker e. V.

## Schriften
- Polen und Russland im Streit um die Ukraine. Konkurrierende Erinnerungen an die Kriege des 17. Jahrhunderts in den Jahren von 1934 bis 2006. O. Harrassowitz, Wiesbaden 2009, ISBN 978-3-447-05927-5.
- Adlige Landstreitigkeiten in Russland. Eine Studie zum Wandel der Nachbarschaftsverhältnisse 1676–1796. O. Harrassowitz, Wiesbaden 2003, ISBN 978-3-447-04787-6.
- Die Russische Revolution. Vom Zarenreich zum Sowjetimperium. C. H. Beck, München 2017, ISBN 978-3-406-70752-0.
- Die Schatten des Imperiums. Russland seit 1991. C. H. Beck, München 2019, ISBN 978-3-406-73162-4.
- mit Angelika Nußberger, Andreas Heinemann-Grüder und Ulrich Schmid: Osteuropa zwischen Mauerfall und Ukrainekrieg. Besichtigung einer Epoche. Suhrkamp, Berlin 2022, ISBN 978-3-518-12777-3.
- Erinnerungsverantwortung. Deutschlands Vernichtungskrieg und Besatzungsherrschaft im östlichen Europa 1939–1945. Bundeszentrale für politische Bildung, Bonn 2021, ISBN 978-3-7425-0658-0.[3]